# 汉诺威省
汉诺威省（德語：Provinz Hannover）是1868年至1946年普鲁士和普鲁士自由邦的一个省份。
在普奥战争期间，汉诺威王国曾尝试与其它一些参与德意志邦联的城邦一同维持中立地位。当1866年6月14日汉诺瓦投票同意动员德意志邦联军队与普鲁士作战的时候，这就被普鲁士视为能向汉诺瓦宣战的借口。之后不久，汉诺瓦王国很快就被打败，并被普鲁士合并。被罢黜的漢諾威王朝的私人财产则为奥托·冯·俾斯麦提供资金，以利用对付巴伐利亚的路德维希二世。
1946年，英国占领区将汉诺威省、奥尔登堡、不伦瑞克和绍姆堡-利泊等地组成新的下萨克森州的主要部分，而汉诺威则成为这个新州分的首府。

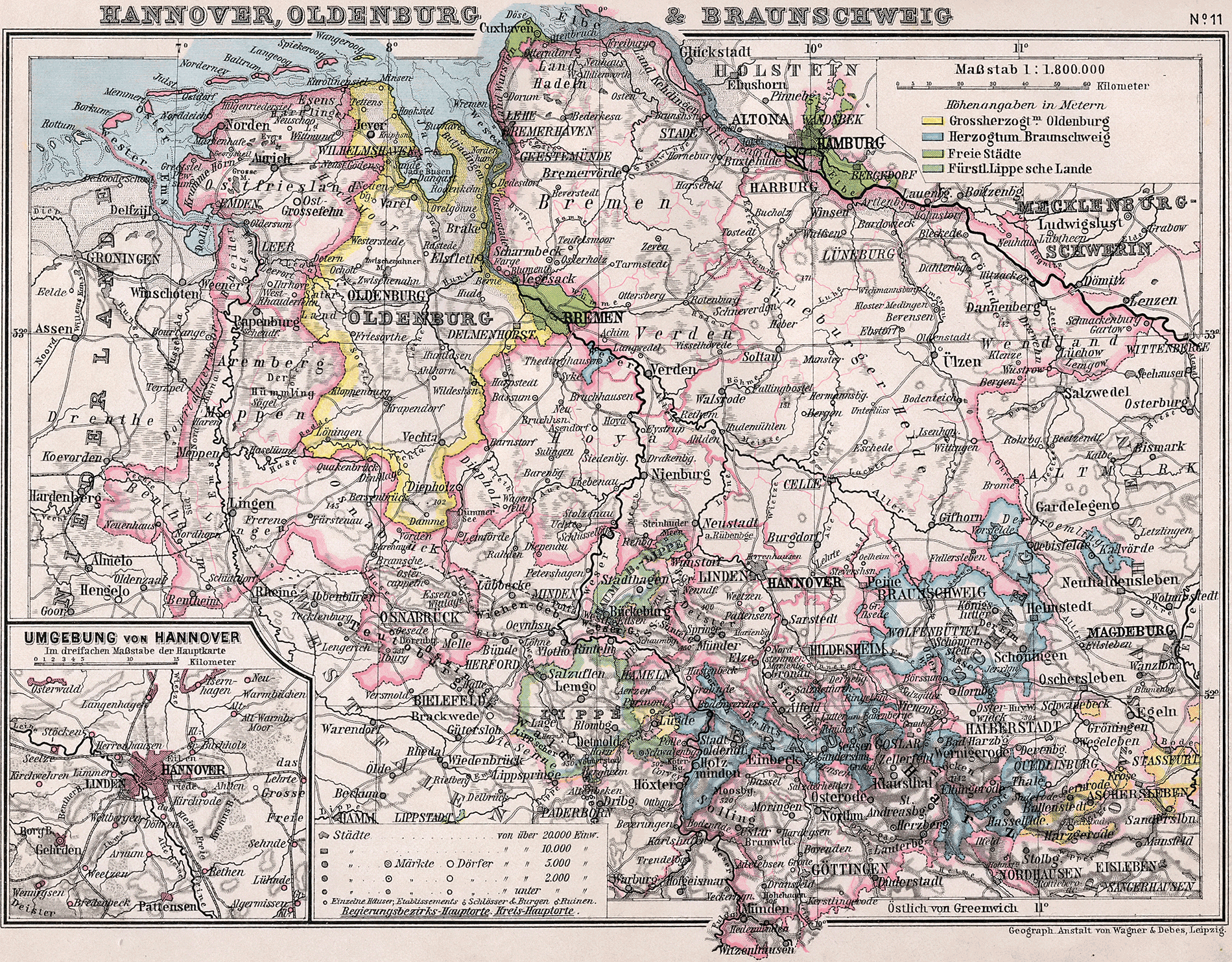
1905年的汉诺瓦、奥尔登堡和不伦瑞克